# Savai'i
Savaiʻi è la principale isola di Samoa e delle isole Samoa; è situata poco a nord dell'isola di Upolu dalla quale la separa lo stretto di Apolima. L'isola ha una superficie di 1.694 chilometri quadrati e nel 2006 la popolazione era di 43.142 abitanti. Il centro abitato principale e unico porto di accesso dell'isola è la cittadina di Salelologa.

## Geografia fisica
L'isola è costituita da un grande vulcano a scudo basaltico che sale dal fondo marino dell'oceano Pacifico occidentale, ancora attivo, l'ultima eruzione risale al 1911. L'isola è circondata da una barriera corallina.
L'isola ha un profilo gradualmente ascendente, raggiungendo un'altezza massima di 1858 metri sul monte Silisili, il picco più alto dell'isola e di tutte le isole Samoa. Crateri vulcanici sulla zona montagnosa seguono la dorsale centrale dal villaggio di Tuasivi (letteralmente, "spina dorsale") ad est verso Capo Mulinu'u a ovest. I campi di lava presso il villaggio di Saleaula sulla costa centro-settentrionale sono il risultato di eruzioni vulcaniche dal monte Matavanu (1905–1911). La maggior parte della costa è costituita da spiagge delimitate da palme e vi sono foreste pluviali, cascate, cave, laghetti di acqua dolce, soffioni e barriere coralline.

## Suddivisione amministrativa
L'isola è suddivisa in sei distretti:
- Vaisigano
- Gaga'ifomauga
- Gaga'emauga
- Fa'asaleleaga
- Palauli
- Satupa'itea

I centri abitati più importanti sono:
- Falealupo
- Asau (sede di aeroporto)
- Fagamalo
- Pu'apu'a
- Tuasivi
- Salelologa
- Toga
- Sala'ilua
- Falelima

## Savai'i nella mitologia
Vi sono anche numerosi siti archeologici, che comprendono barricate, fortificazioni e piramidi, come Pulemelei Mound nel distretto di Palauli e siti preistorici, tra i quali quelli di Vailoa e Sapapali'i.
Ricca in storia e tradizione, Savai'i è menzionata in miti e leggende di tutto il Pacifico e si è meritata la denominazione di "culla della Polinesia".
La mitologia samoana racconta le storie di diverse divinità, tra cui quelle dei boschi, dei mari, della pioggia, del raccolto, dei villaggi e della guerra. Vi erano due tipologie di divintà: gli atua, i quali avevano origini non umane, e gli aitu, di origine umana. Tra questi ricordiamo Tagaloa, la divinità principale e responsabile della creazione delle isole e delle genti, e Mafui'e, il dio dei terremoti. Vi era inoltre un gran numero di divinità della guerra. Nafanua, la dea guerriera venerata a Samoa, proviene dal villaggio di Falealupo nel campo occidentale dell'isola di Savai'i, località che veniva anche identificata con l'ingresso nel cosiddetto Pulotu, il mondo degli spiriti di cui Saviasiʻuleo, il padre di Nafanua, era la divinità protettrice. Un'altra leggenda narra due sorelle, Tilafaiga e Taema, portarono l'arte del tatuaggio a Samoa da Fiti. Tilafaiga era, tra l'altro, la madre di Nafanua.
Le piscine d'acqua dolce di Mata o le Alelo, tradotto come "gli occhi del demone", di cui si narra nel mito di Sina e lo Eeldi, è situata nei pressi del villaggio di Matavai sulla costa settentrionale dell'isola, nel distretto di Safune. Un altro personaggio mitico è Tui Fiti, il quale risiede nel villaggio di Fagamalo nel distretto di Matanu lungo la costa centro settentrionale di Savai'i; il villaggio di Falelima è invece associato con un temuto spirito divino chiamato Nifoloa.
Savaiʻi è quindi conosciuta come l'"anima di Samoa". Qui infatti il XX secolo ha avuto i risvolti sociali e culturali minori, e la permanenza del faʻa Samoa —il modo di fare samoano— è più significativa che sulle altre isole dell'arcipelago.